# مدرسة كاراتاي
مدرسة كاراتاي ؛ مدرسة قراطاي هي مدرسة إسلامية تم بناؤها في قونية بتركيا، في عام 1251 من قبل أمير المدينة جلال الدين كاراتاي، لخدمة السلطان السلجوقي كيكاوس الثاني. كانت تُستخدم في العصر العثماني، في نهاية القرن التاسع عشر. أُفتتحت مدرسة كاراتاي، التي تحتل مكانة مهمة في أعمال البلاط سلاجقة الأناضول، للزوار في عام 1955 باسم «مُتحف أعمال البلاط»، وخضعت لإصلاحات عامة في عام 2006.

## التاريخ
توجد نقوش على بناء المدرسة فيها الآيات والأحاديث المُختارة، ويمكنك الدخول إلى ساحة كانت مغطاة سابقًا بقبة (مفتوحة الآن من الأعلى). قاعة المدرسة مُغطاة بقبة بها فانوس في الوسط ومُغطاة ببلاط الفسيفساء. كُتبت الآيات على حافة القبة، وعلى حواف الأجزاء العلوية من الجدران وفوق لوحة أبواب الزنازين. يوجد في قوس الإيوان المقبب في غرب المبنى البسملة وآية الكرسي. في المثلثات، وهي عناصر الانتقال إلى القبة، أُدرجت أسماء الأنبياء محمد وعيسى وموسى وداود (عليهم السلام) وأسماء الخلفاء الراشدون الأربعة (أبو بكر وعمر وعثمان وعلي).
منذ عام 1955، يعمل المكان كمتحف حيث يتم توحيد البلاط السلجوقي، بينما يتم عرض القطع الأثرية من الحجر أو في الخشب في مئذنة مدرسة إينسي في قونية. تم إثراء مجموعة تُحف كاراتاي بشكل خاص من خلال الاكتشافات التي تم جمعها اعتبارًا من السبعينيات في المقر الصيفي الملكي لقصر قباد آباد على شاطئ بحيرة بيشهير، على بعد ثمانين ميلاً من قونية إلى الغرب.

## المعرض

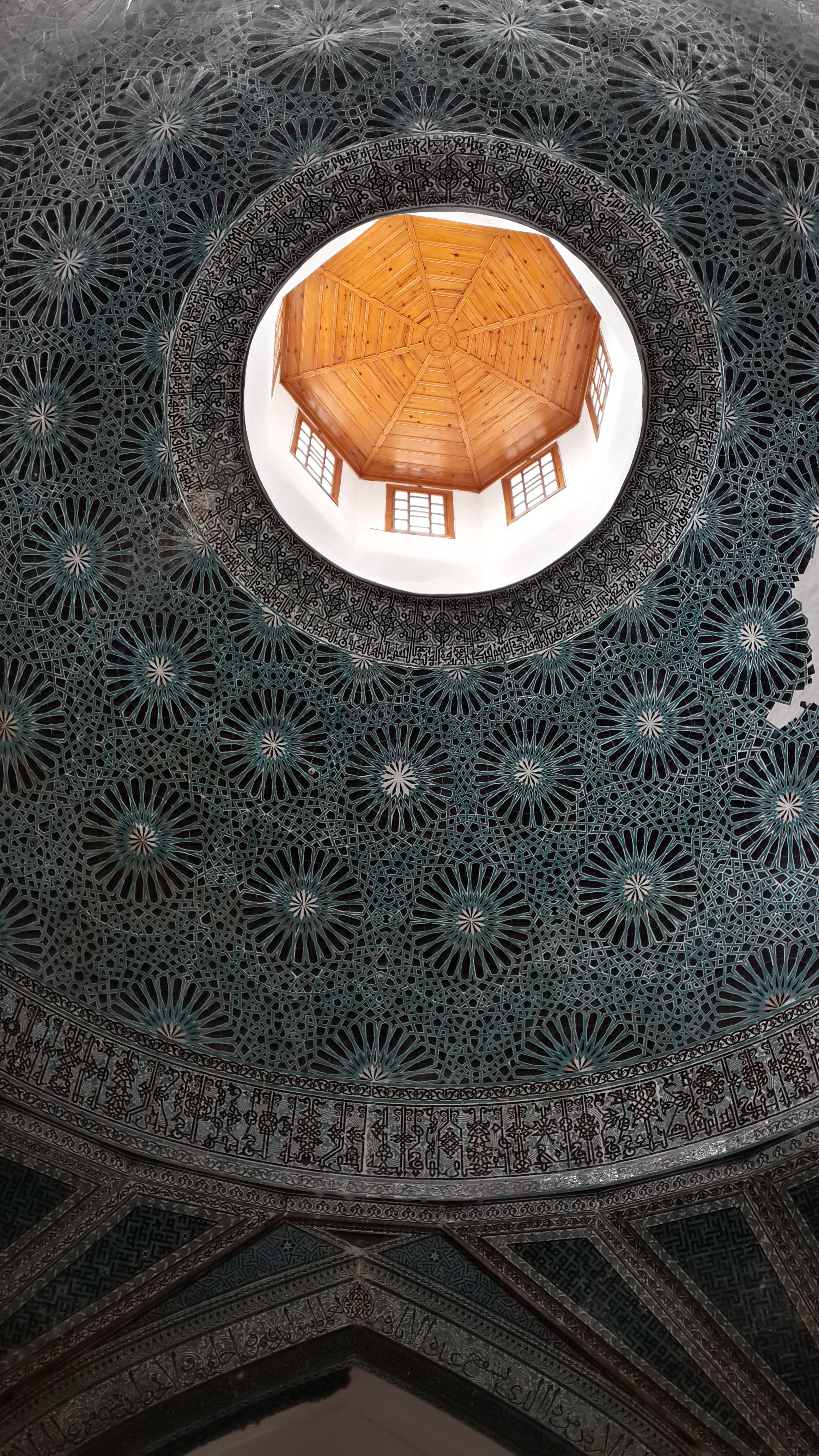
سقف مدرسة كاراتاي
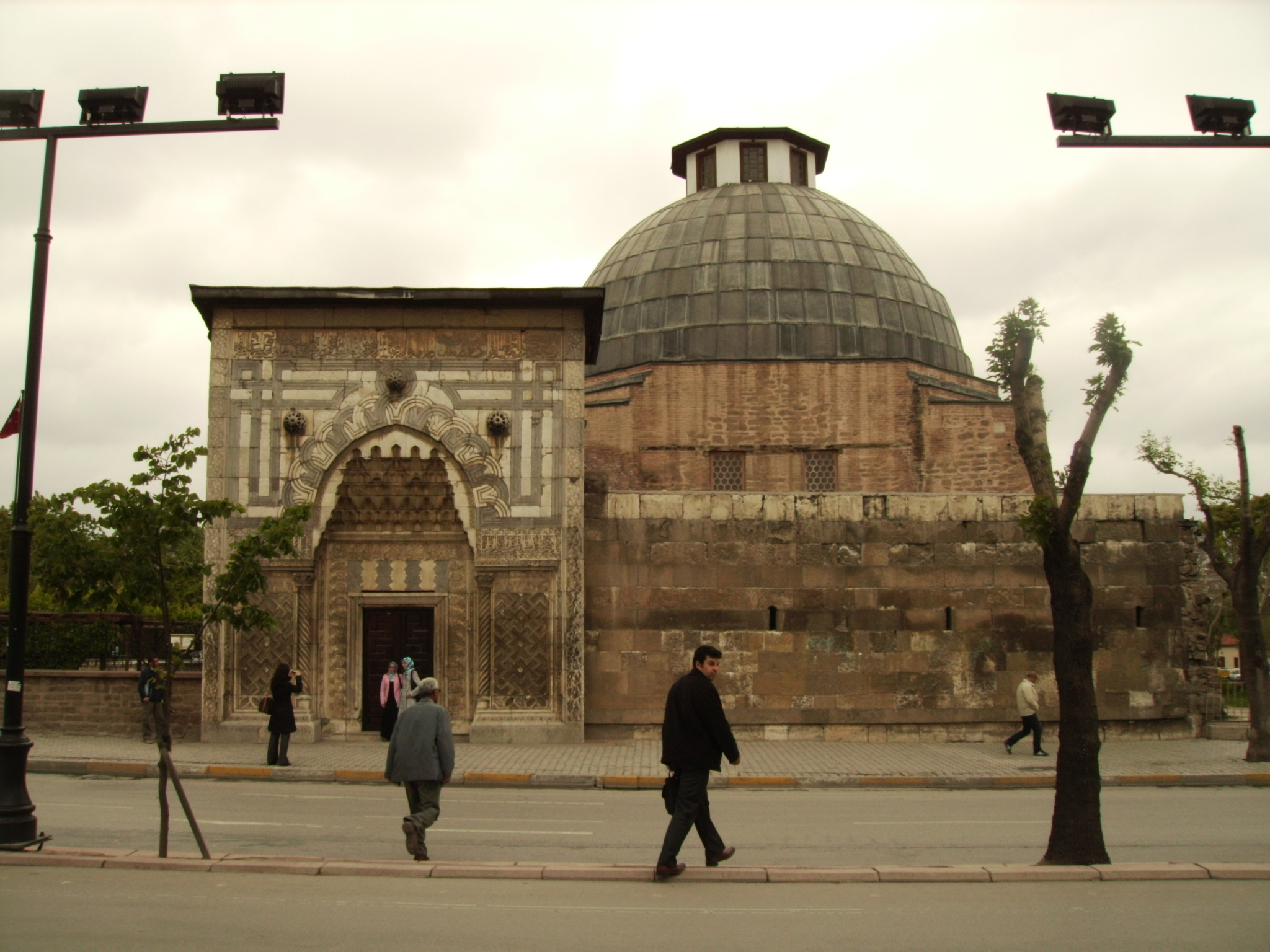
متحف قونية كاراتاي
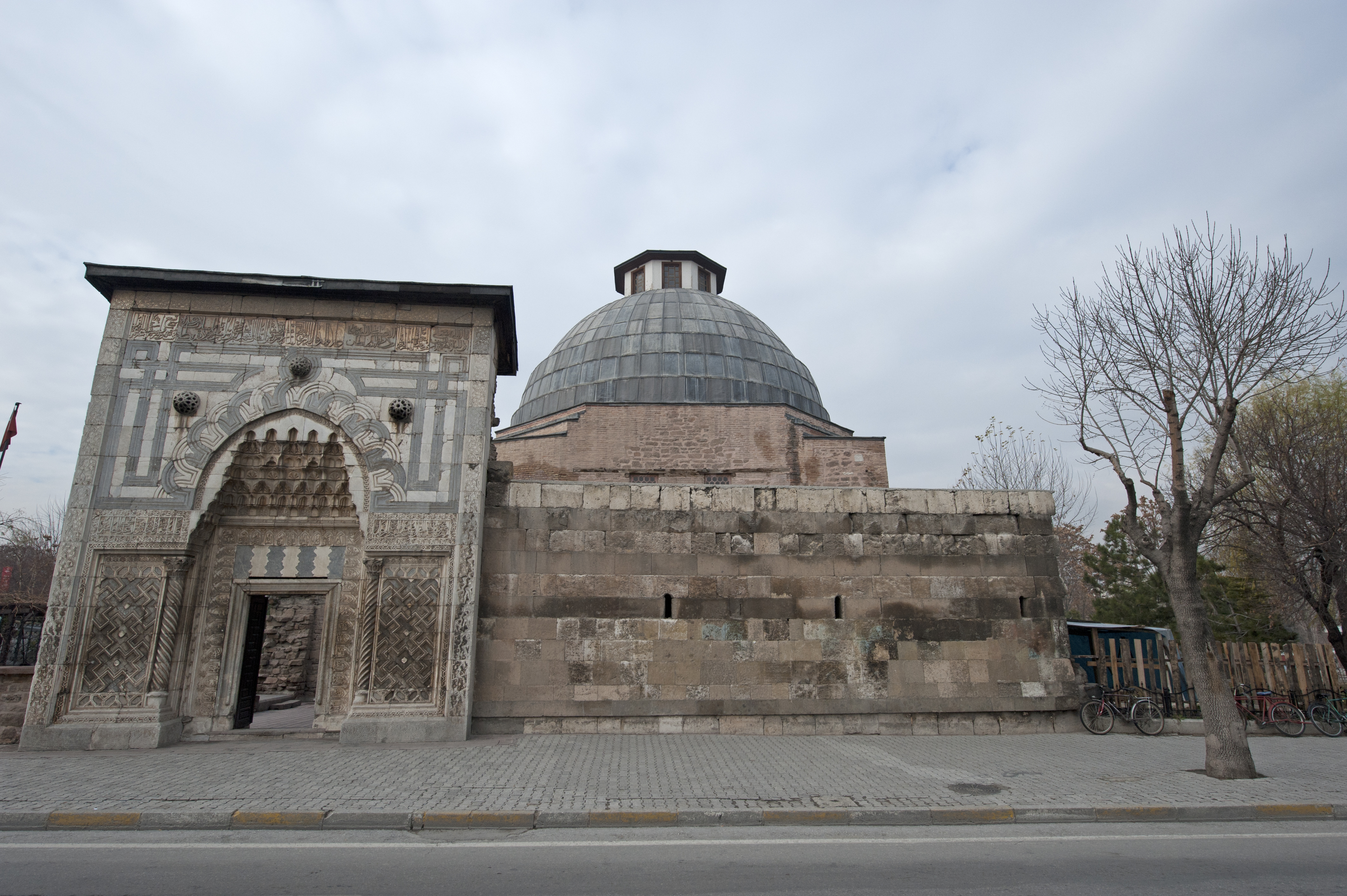
متحف قونية كاراتاي
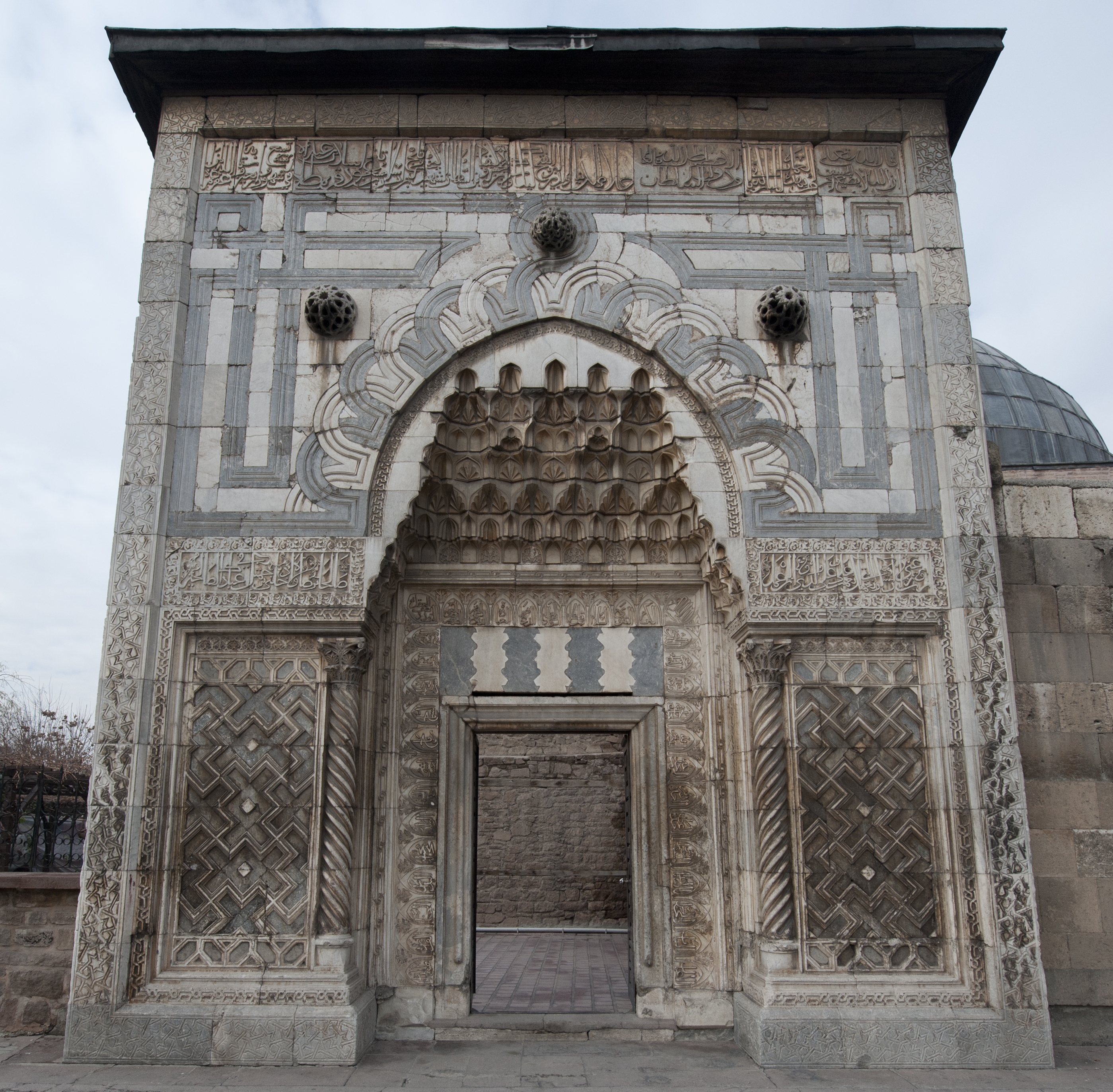
مدخل متحف قونية كاراتاي
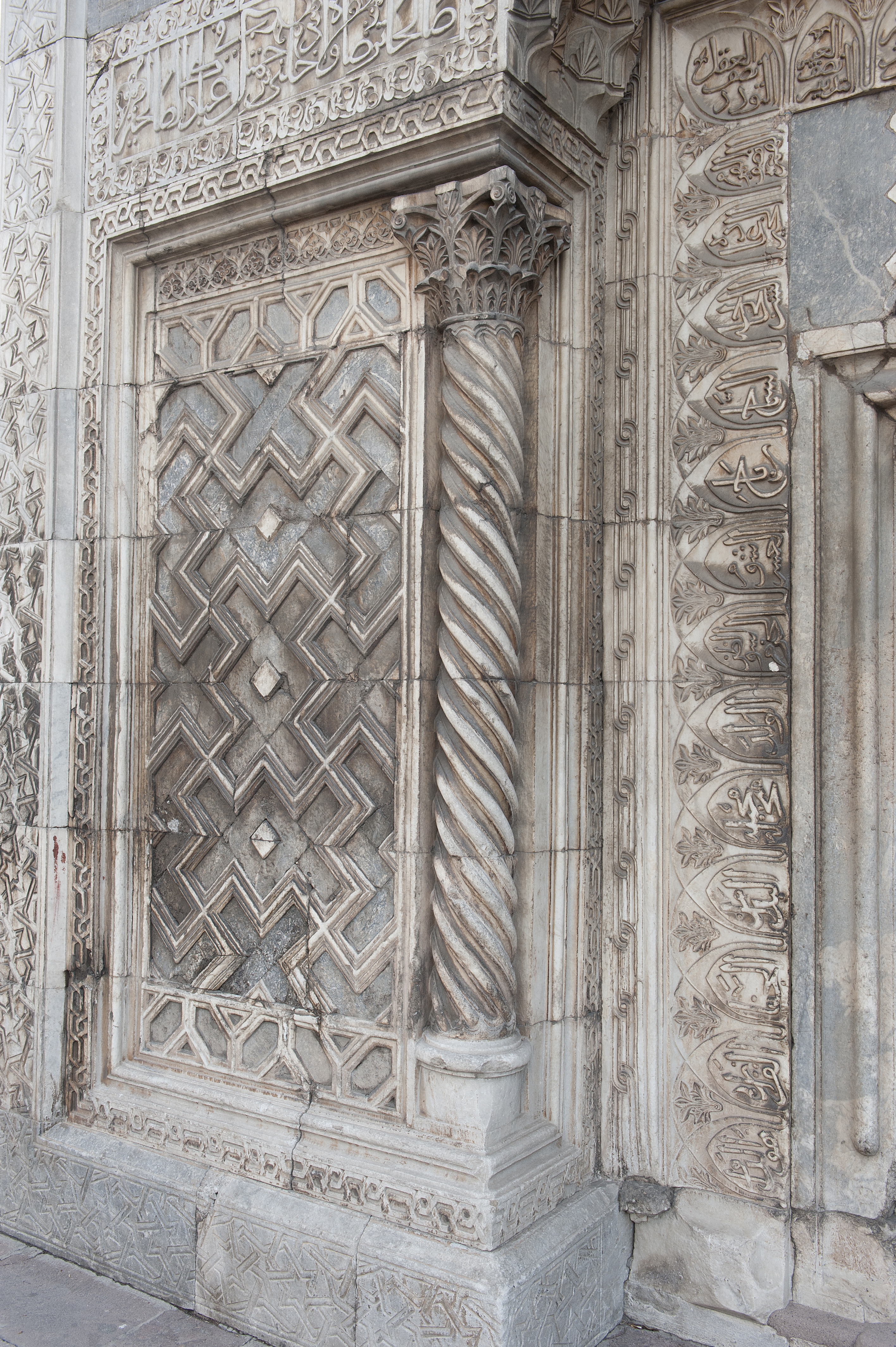
تفاصيل مدخل متحف قونية كاراتاي
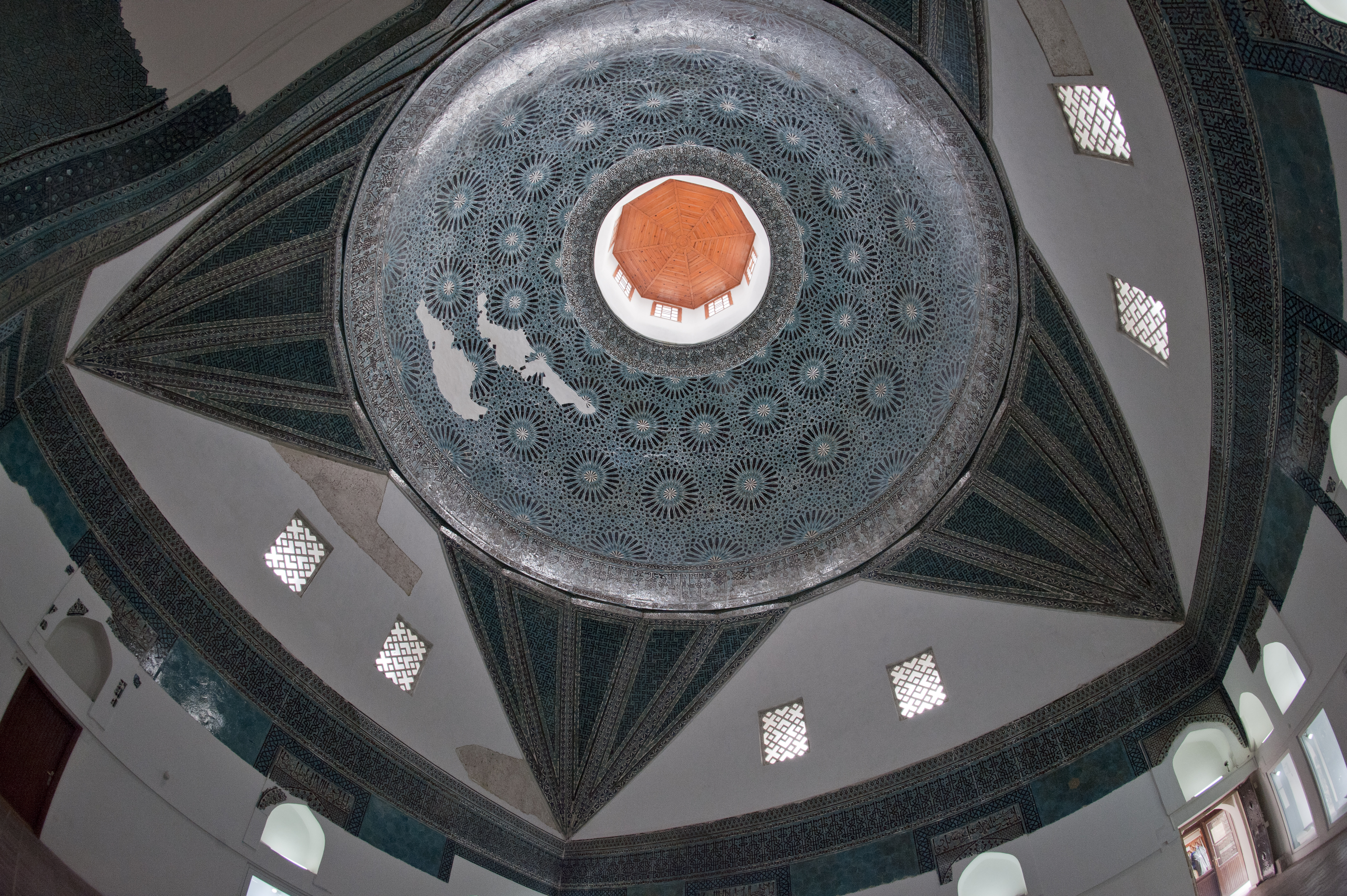
قبة متحف قونية كاراتاي
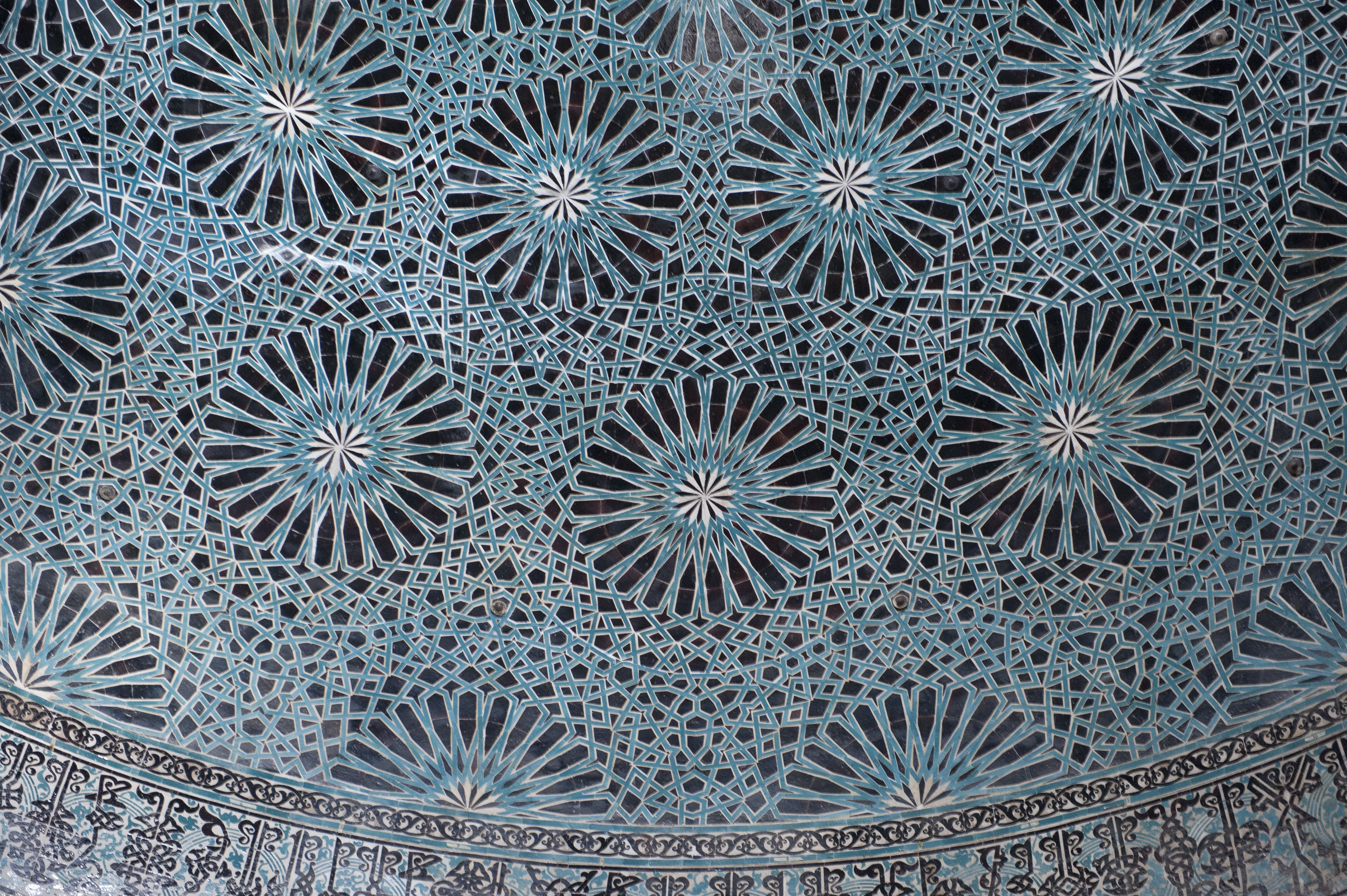
تفاصيل قبة متحف قونية كاراتاي
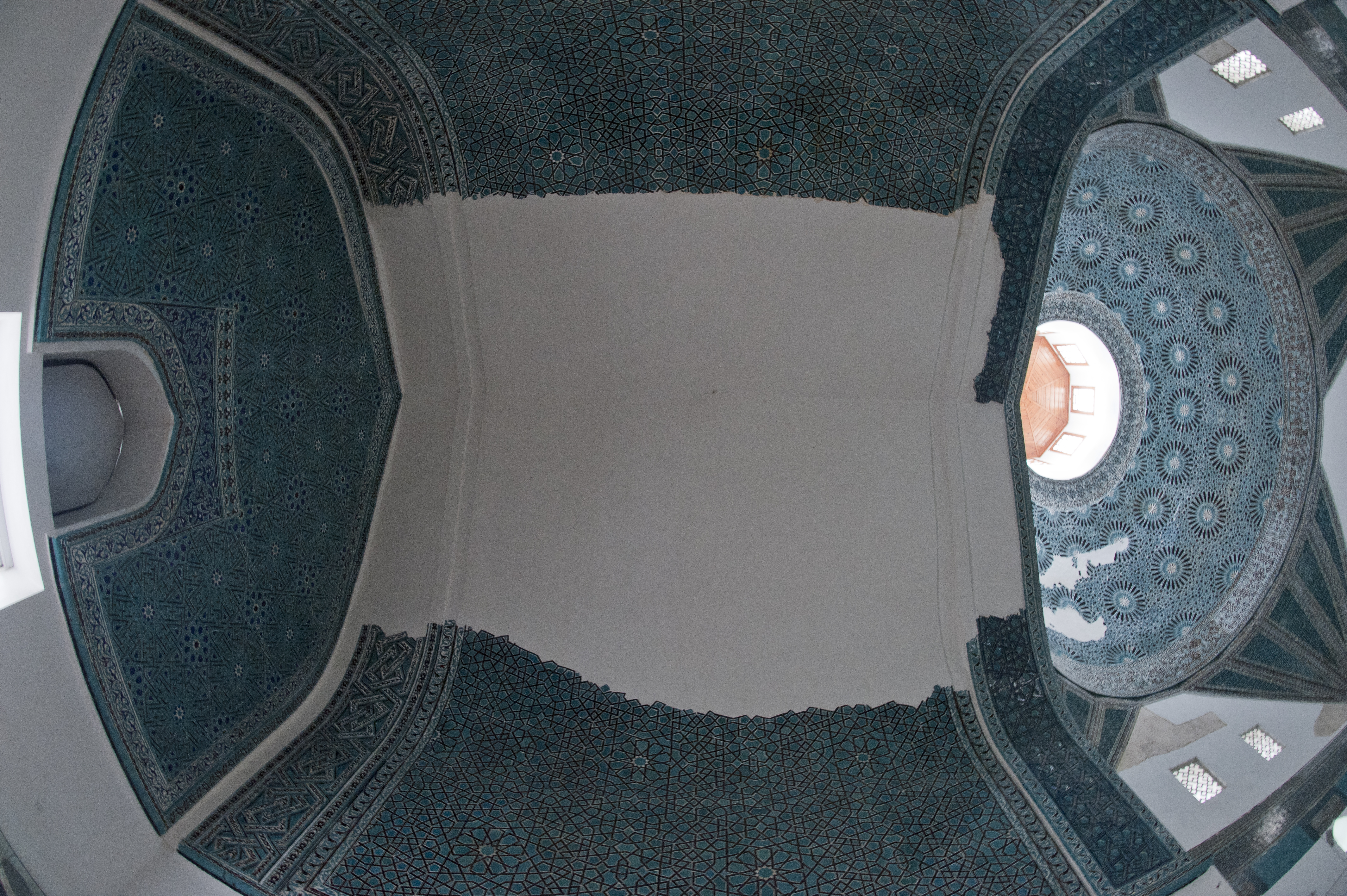
قبة المتحف قونية كاراتاي والغرفة المجاورة
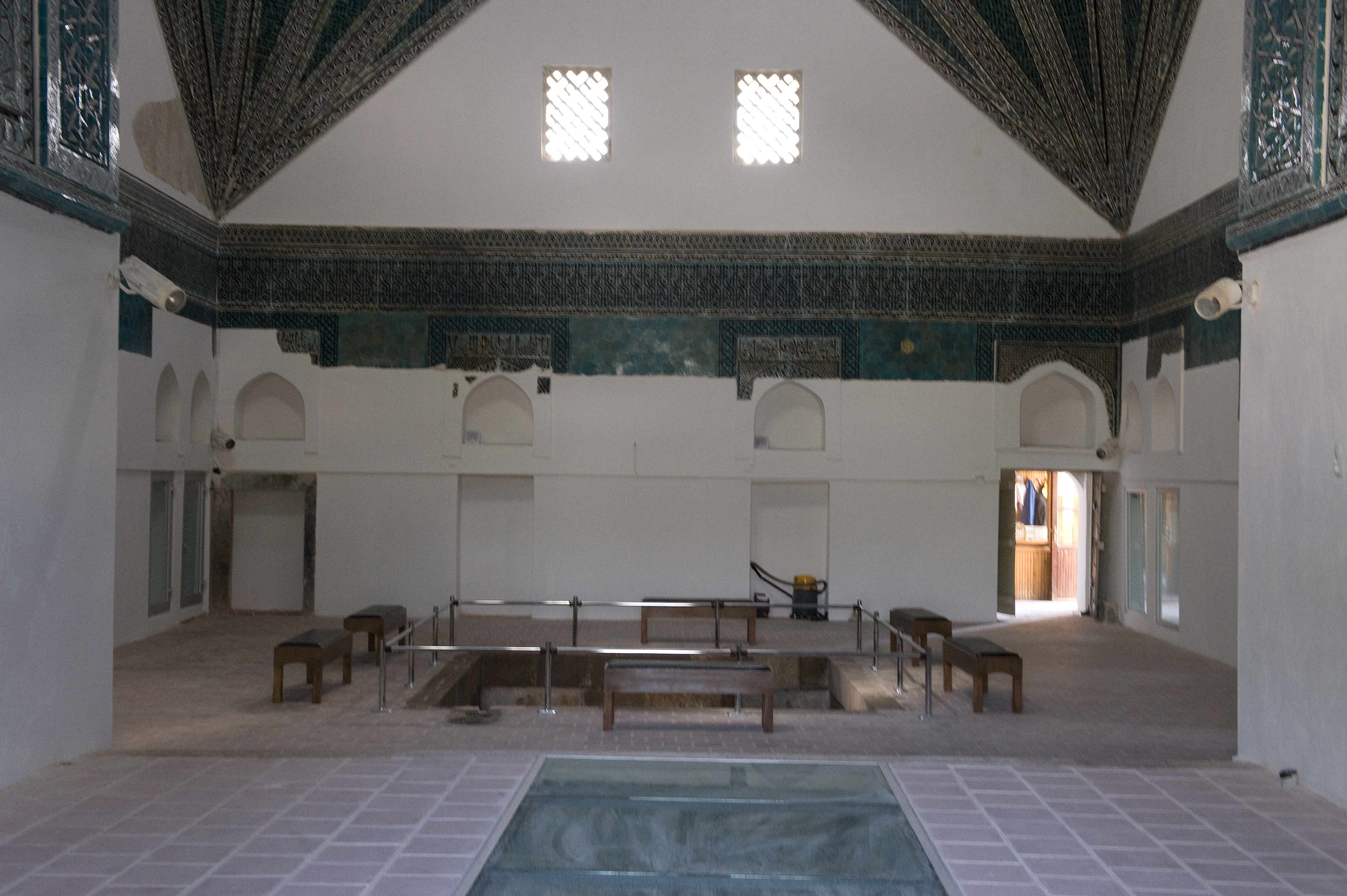
غرفة المتحف
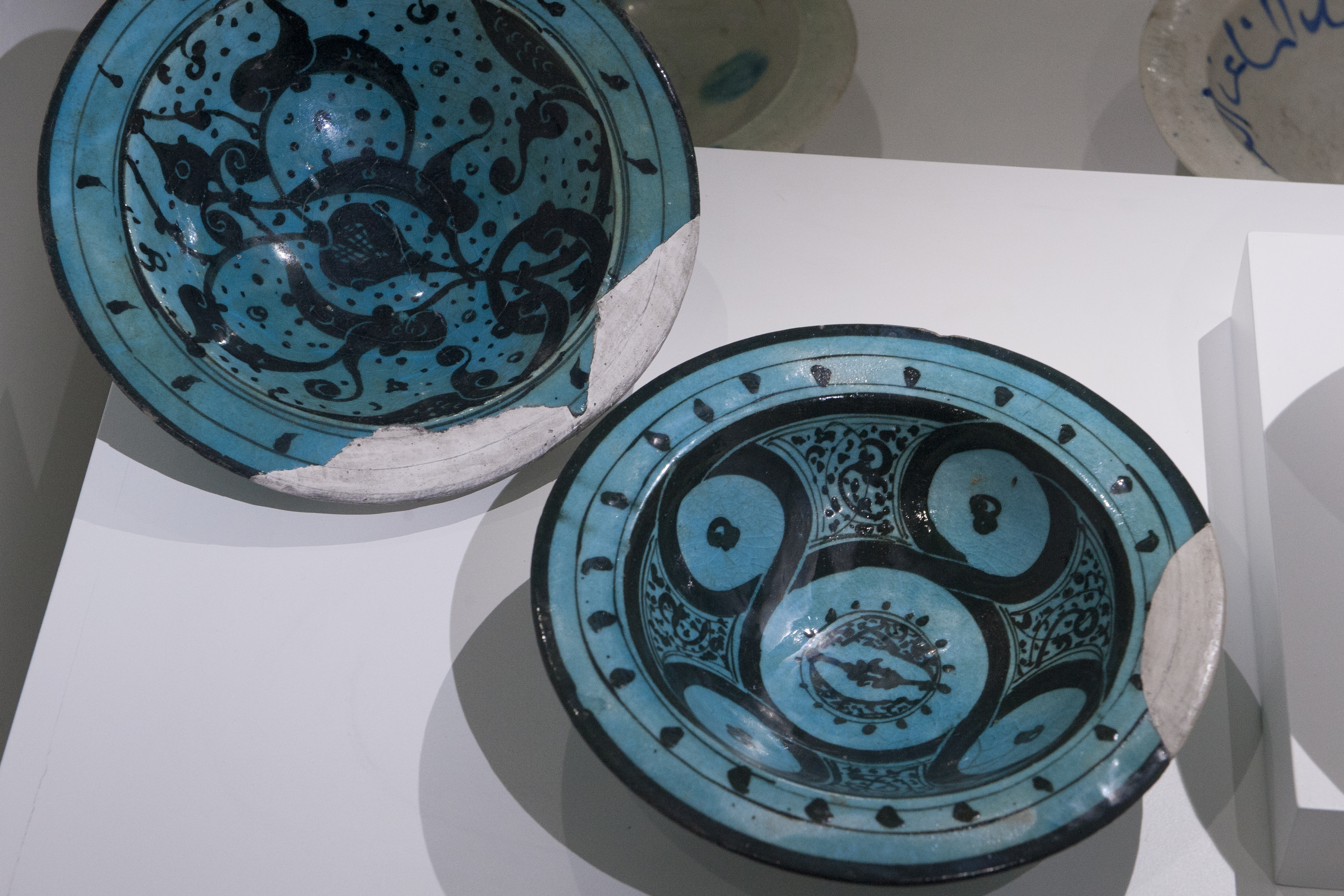
آنية في المتحف
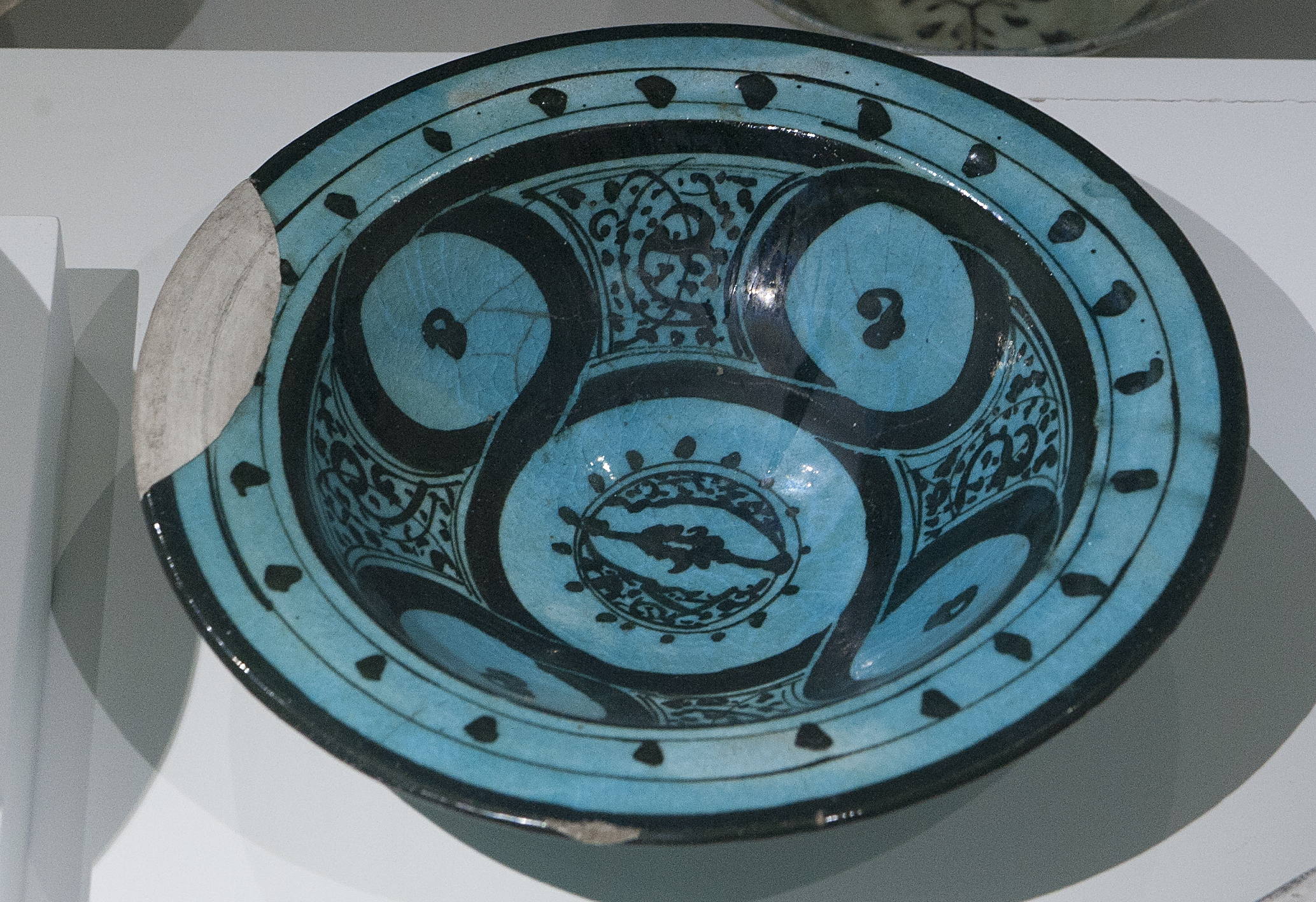
إناء في المتحف
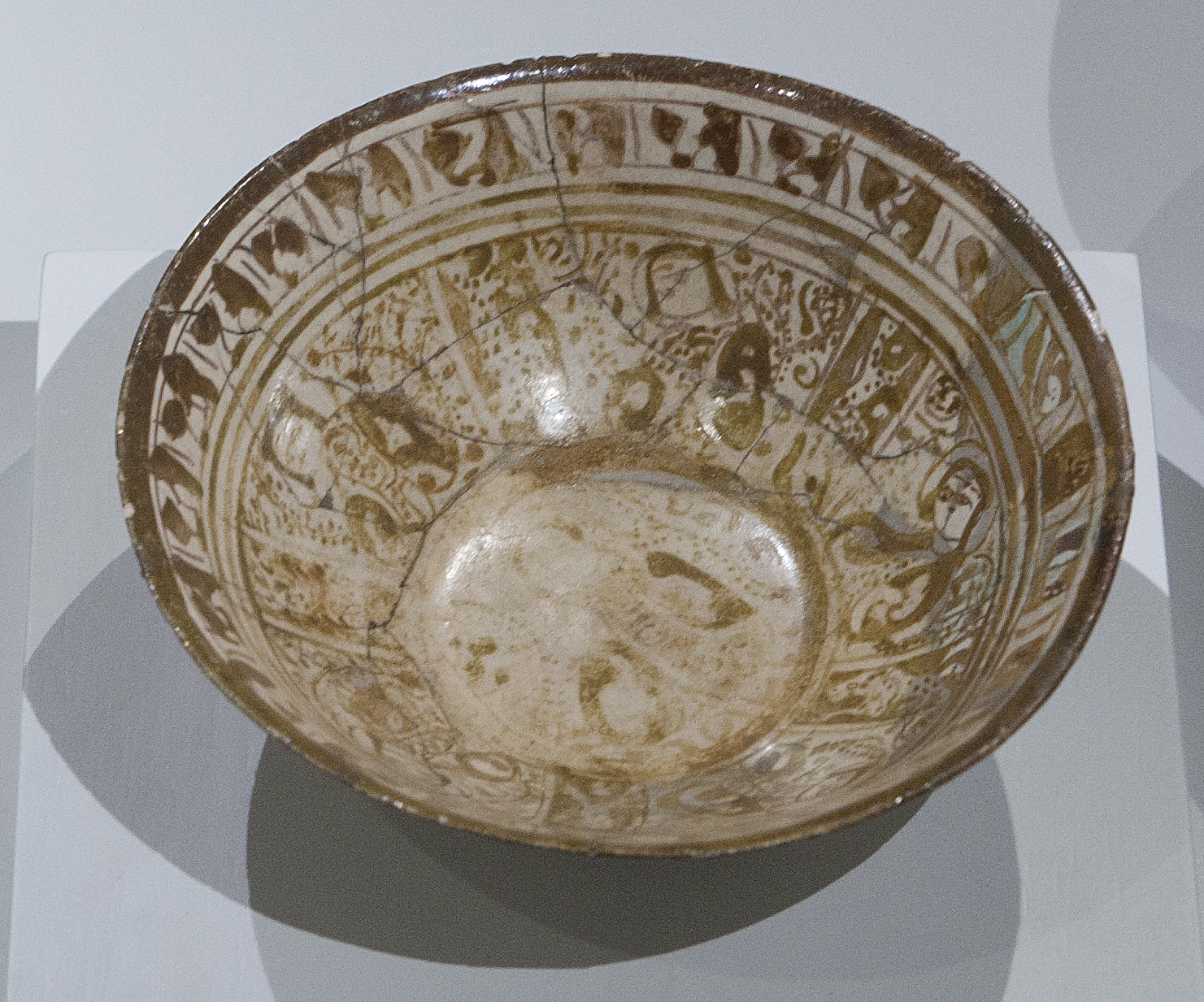
إناء في متحف قونية كاراتاي
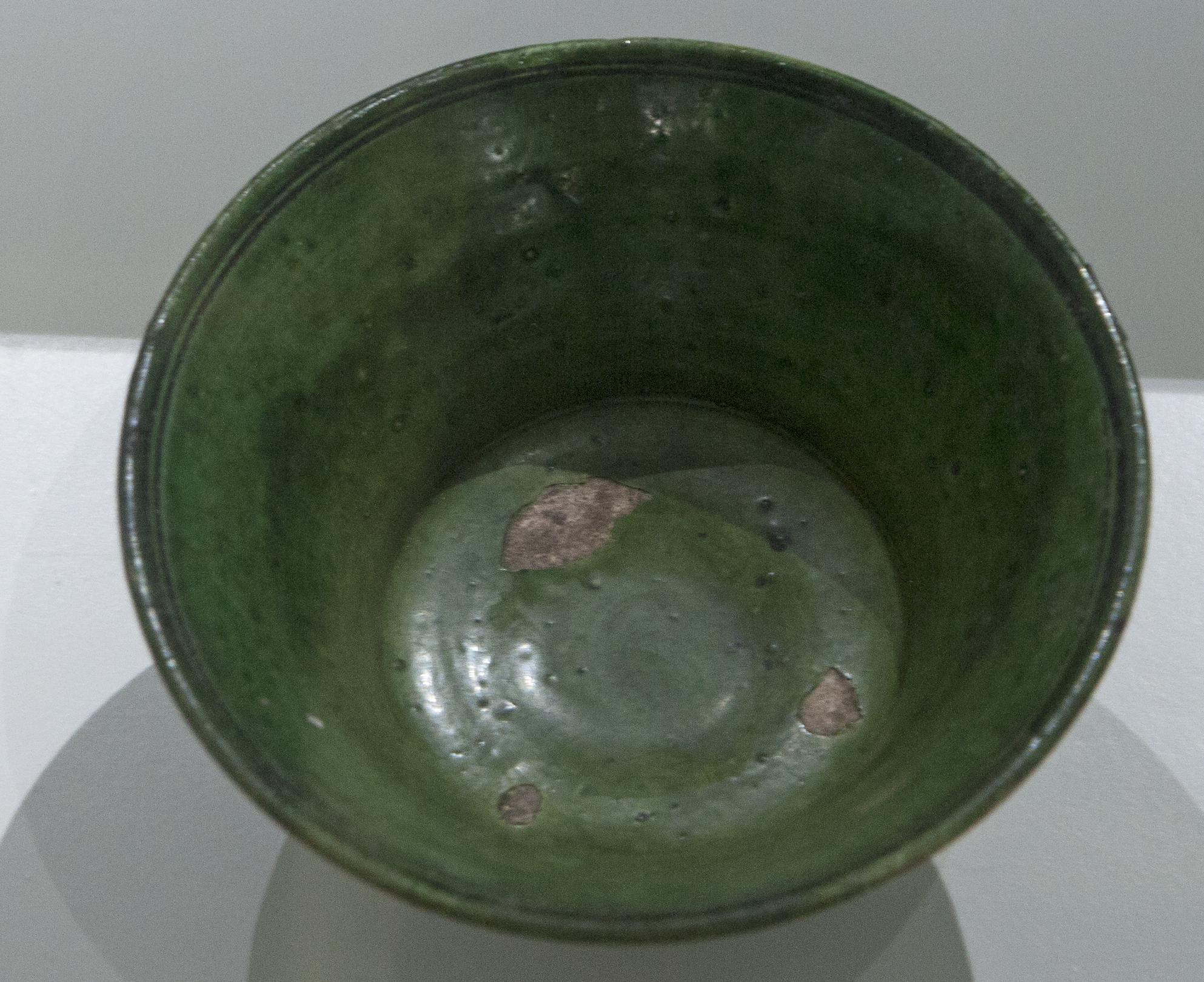
وعاء في متحف قونية كاراتاي
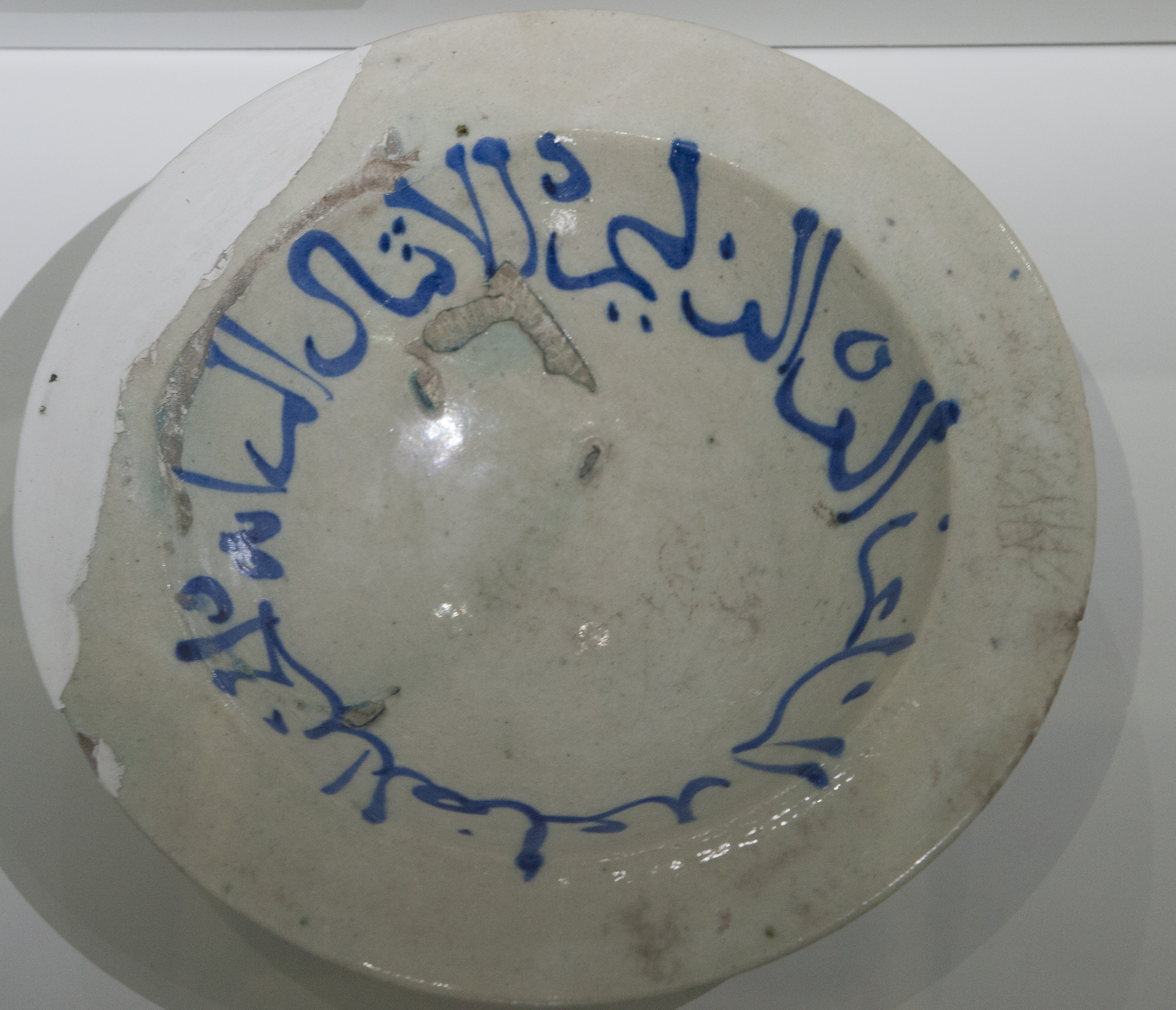
وعاء في المتحف
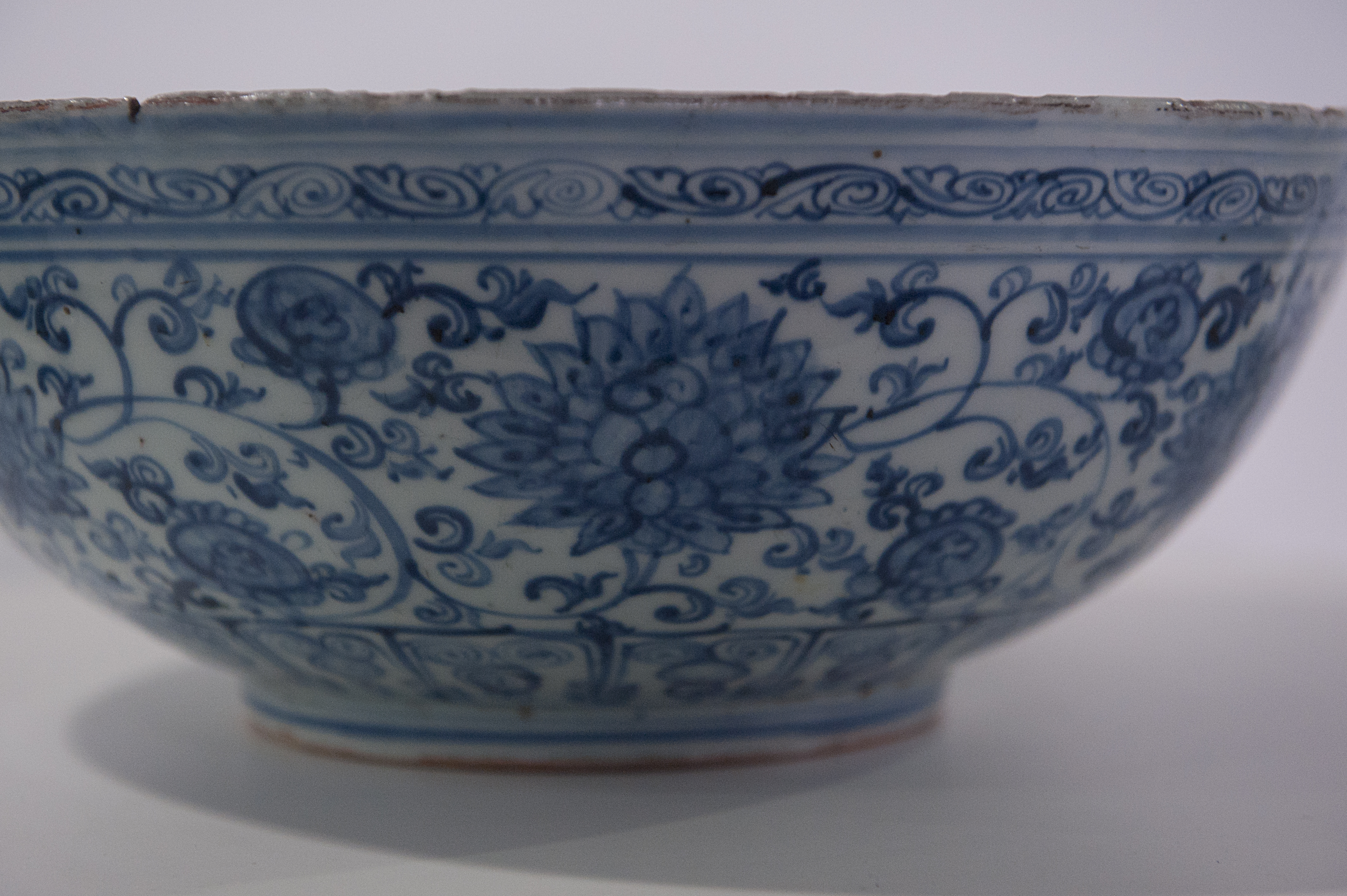
وعاء إزنيق
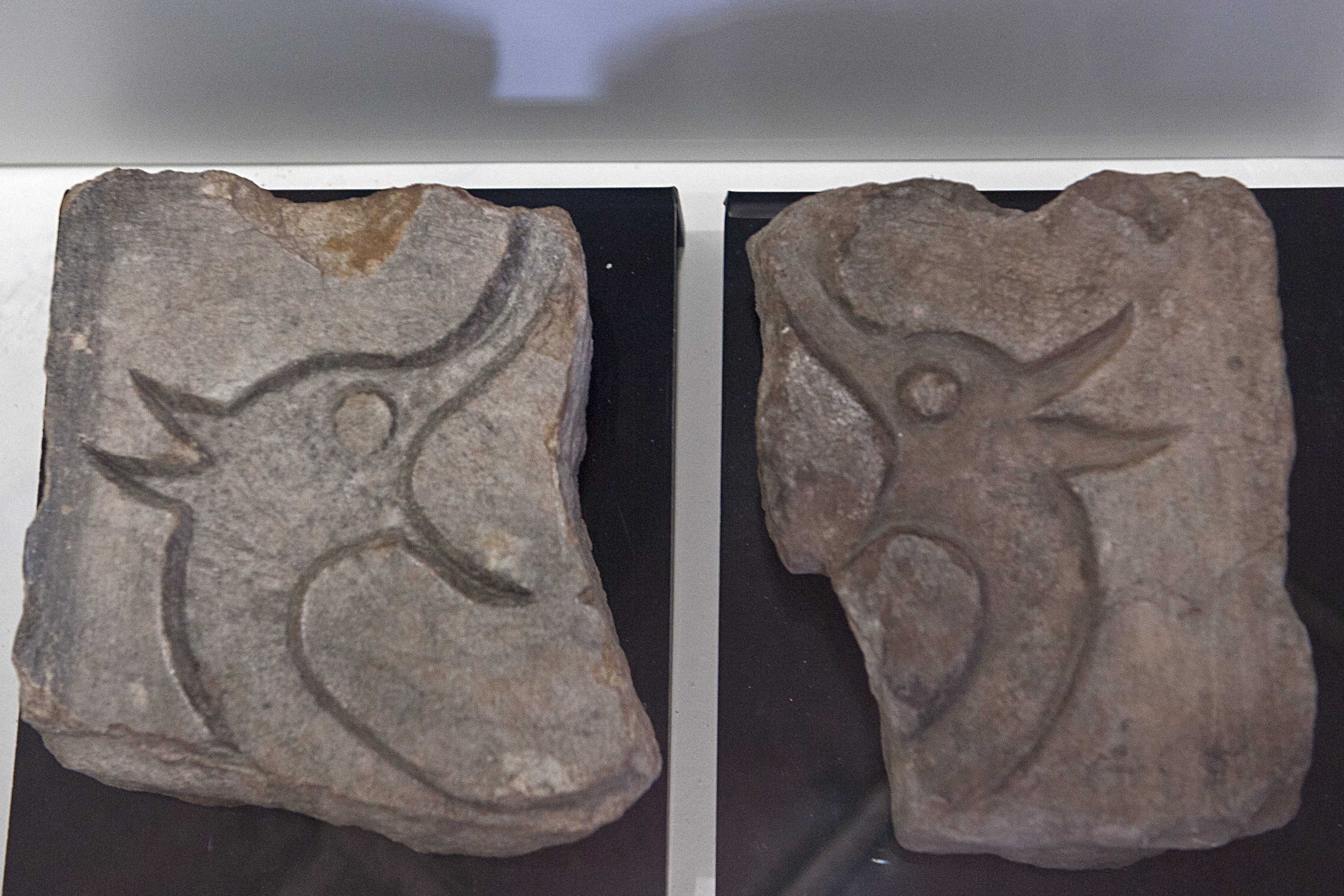
ديكورات الجبس
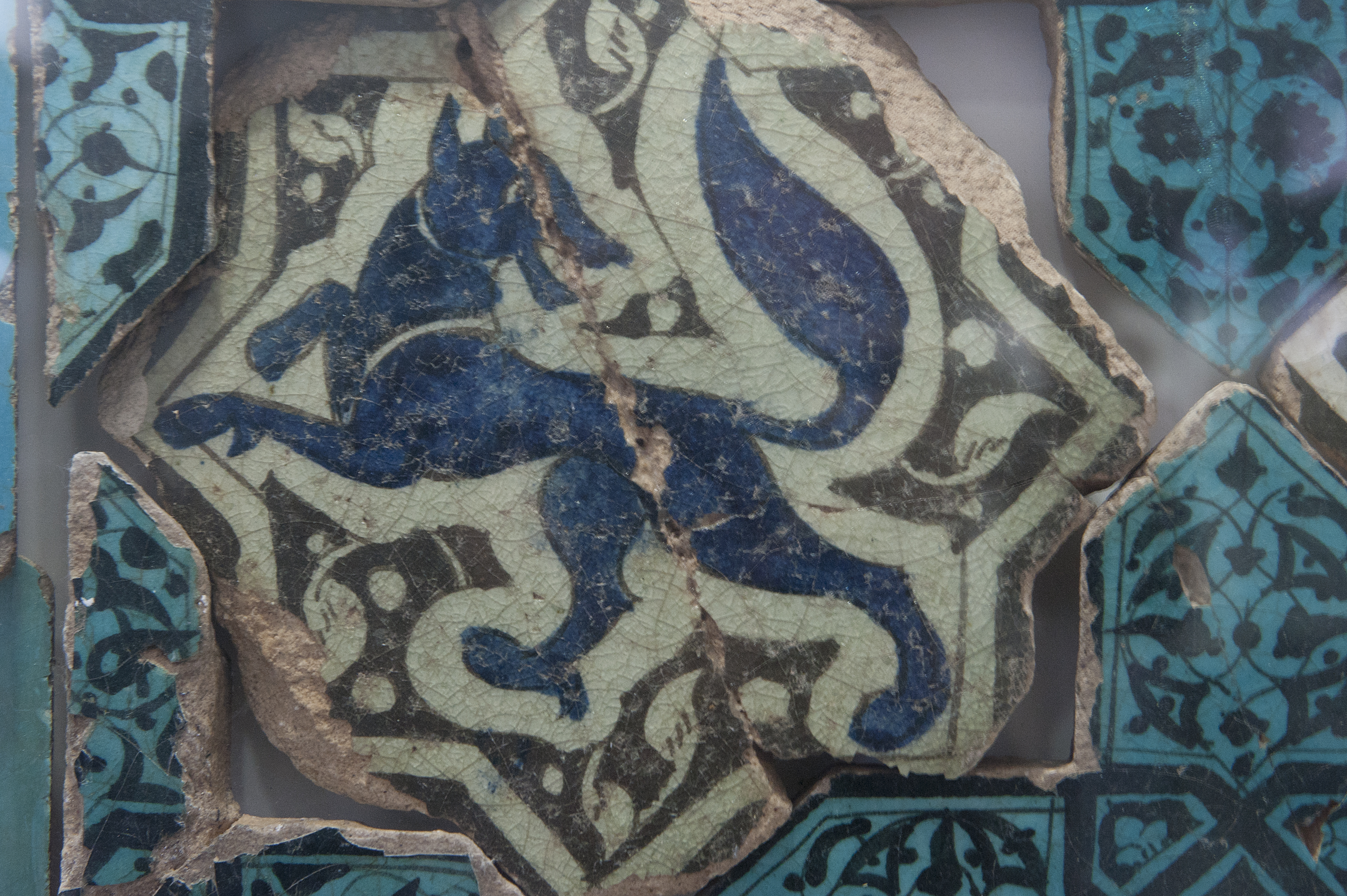
بلاط قصر قباد آباد للخزف
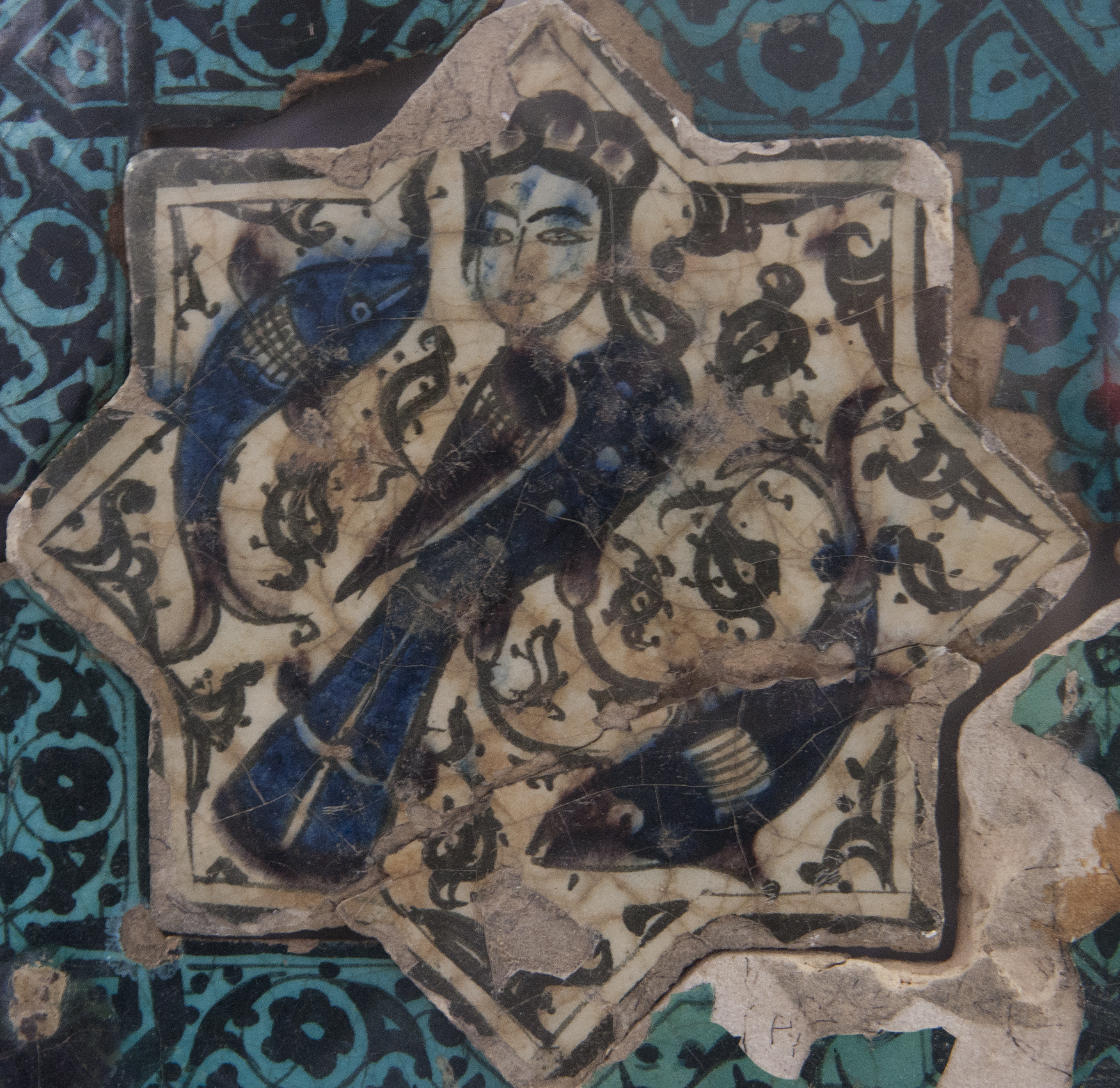
بلاط قصر قباد آباد للخزف
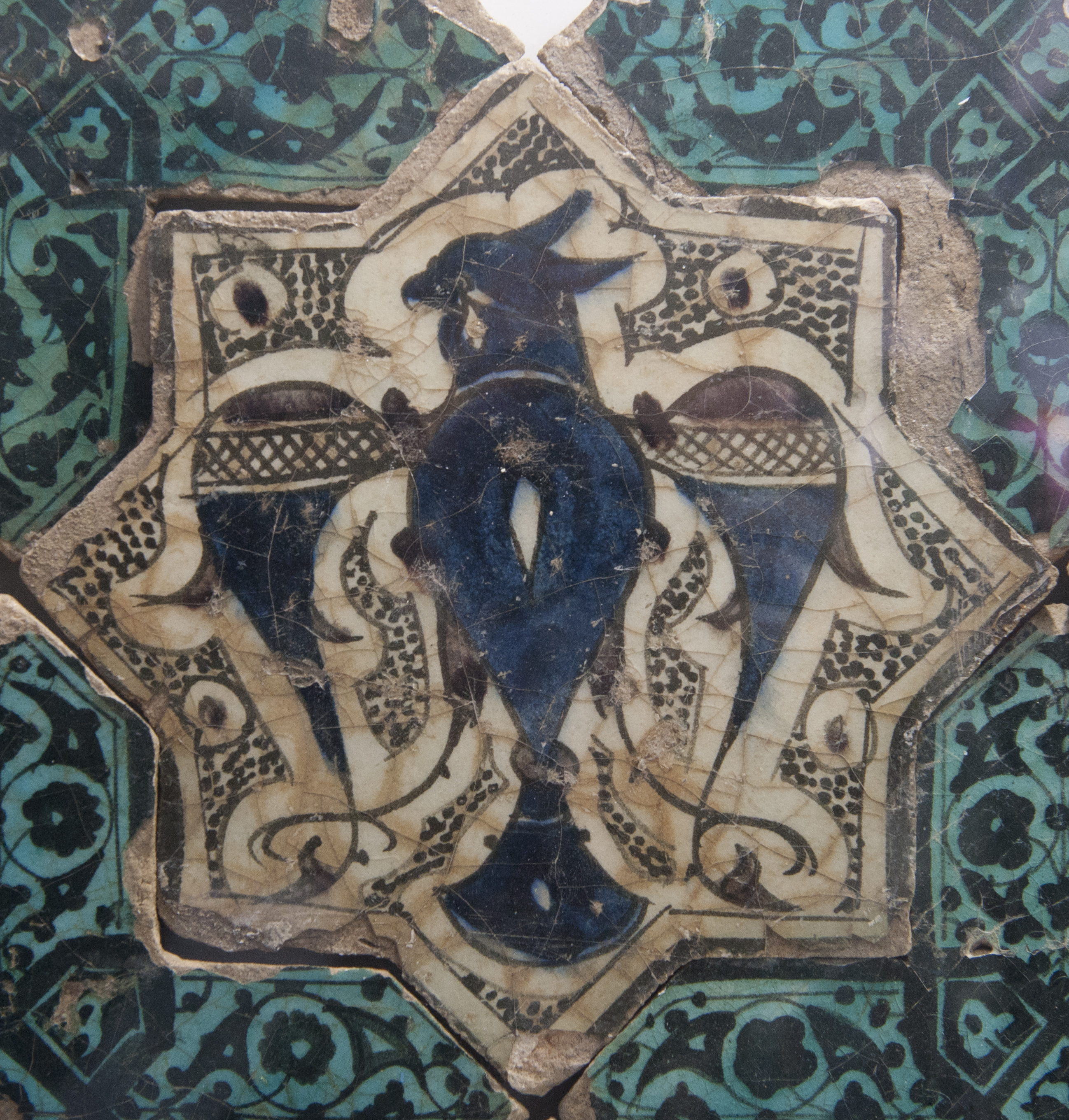
بلاط قصر قباد آباد
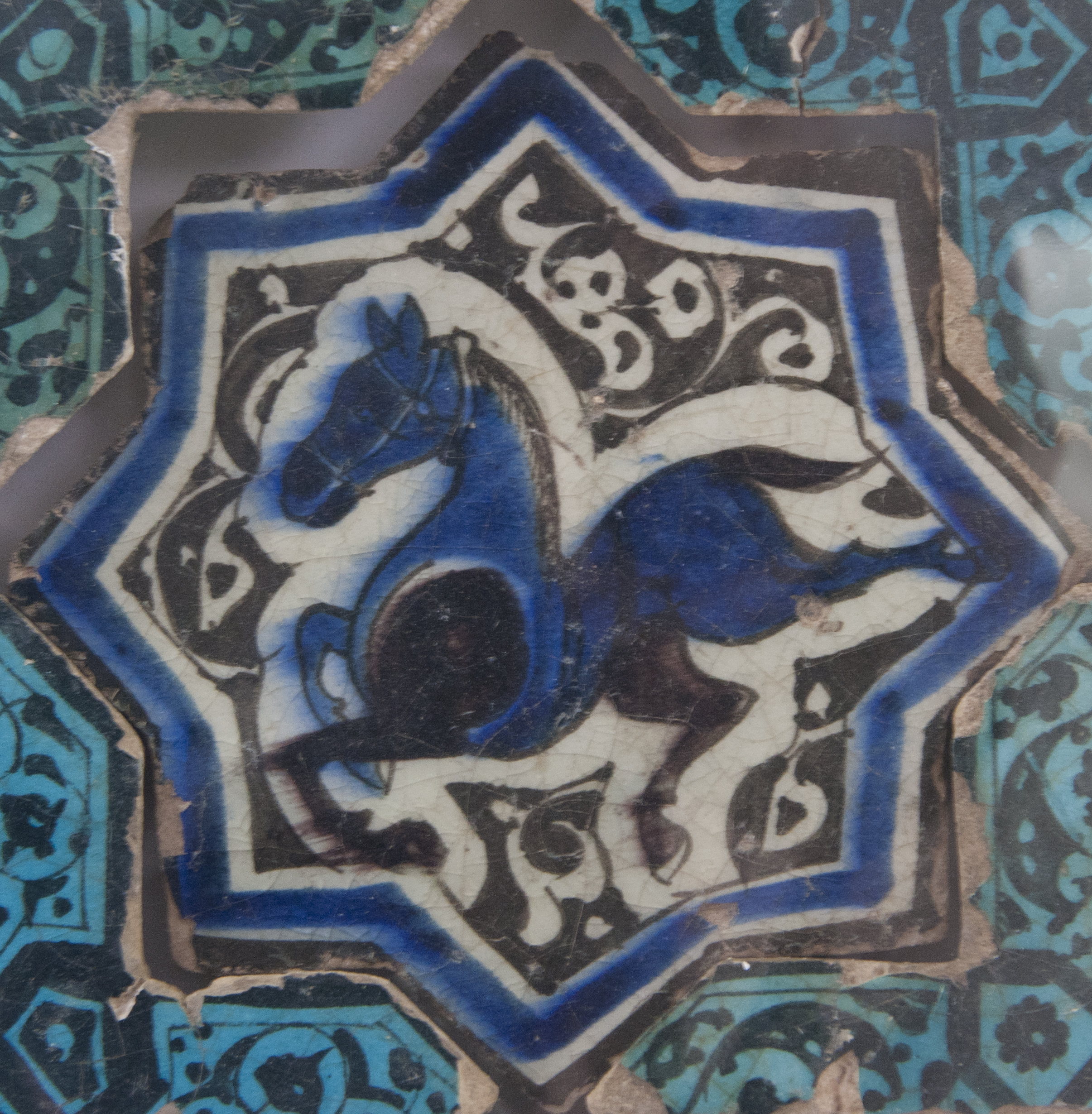
بلاط قصر قباد آباد
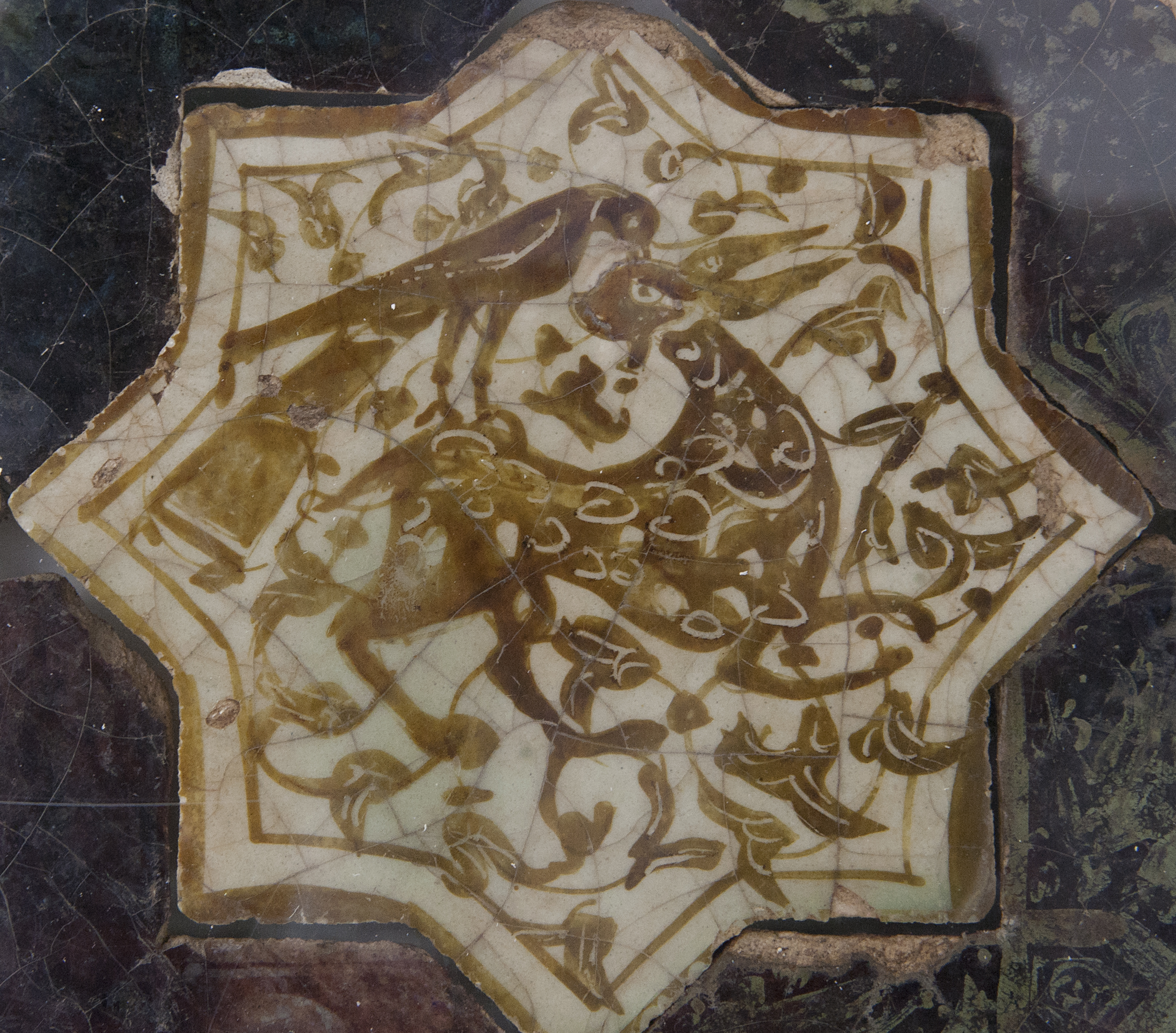
بلاط قصر قباد آباد
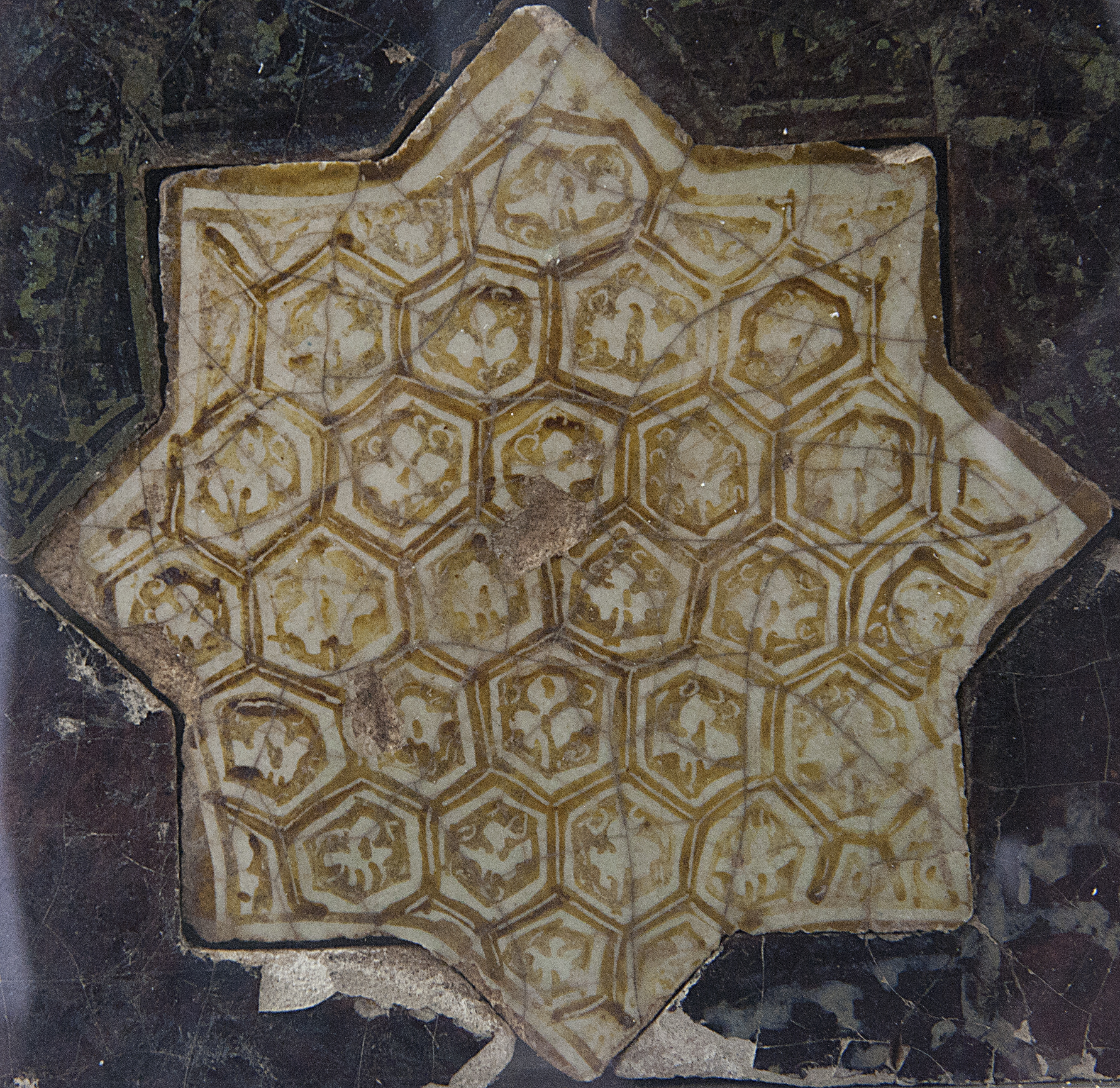
بلاط قصر قباد آباد
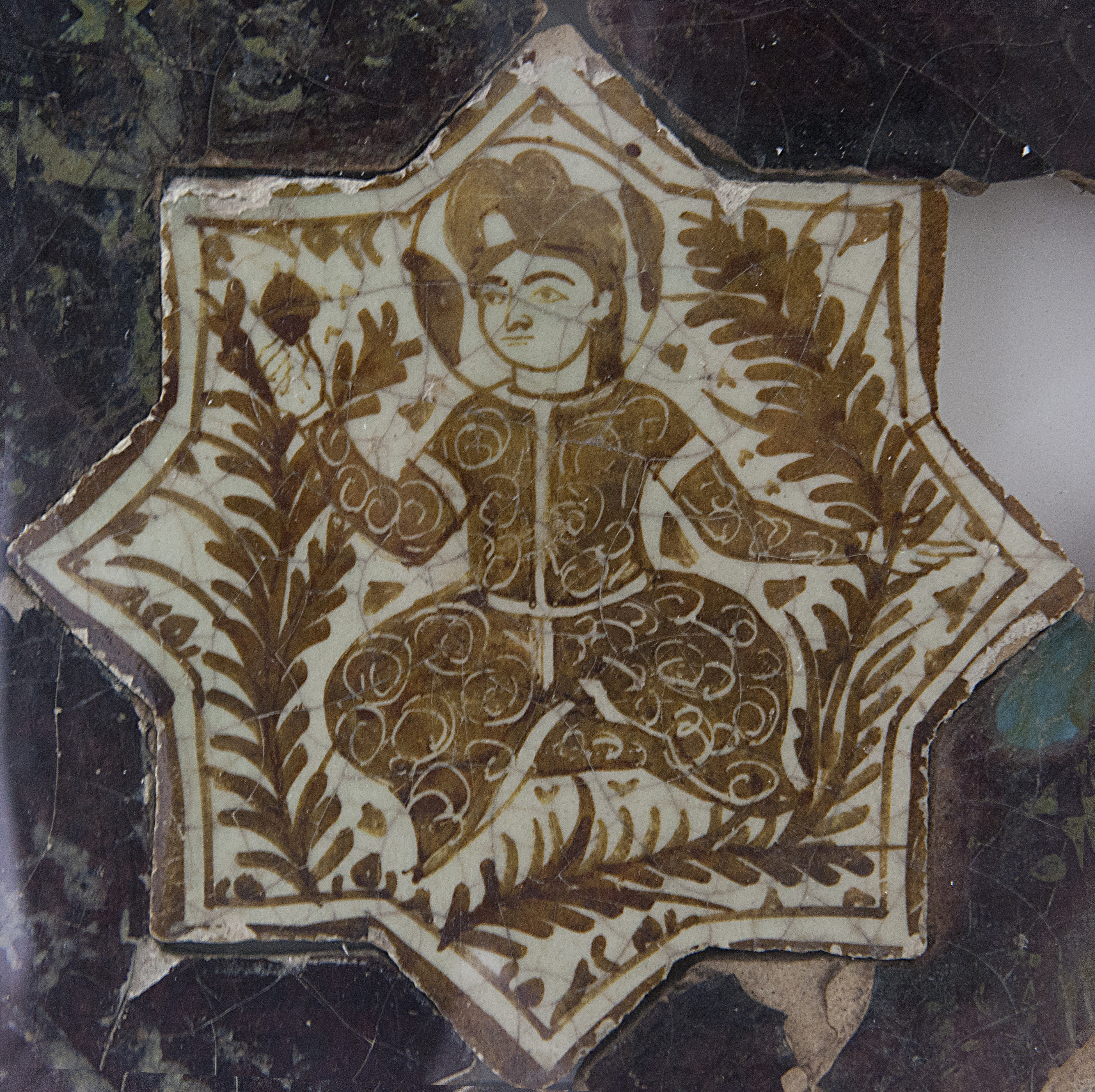
بلاط قصر قباد آباد
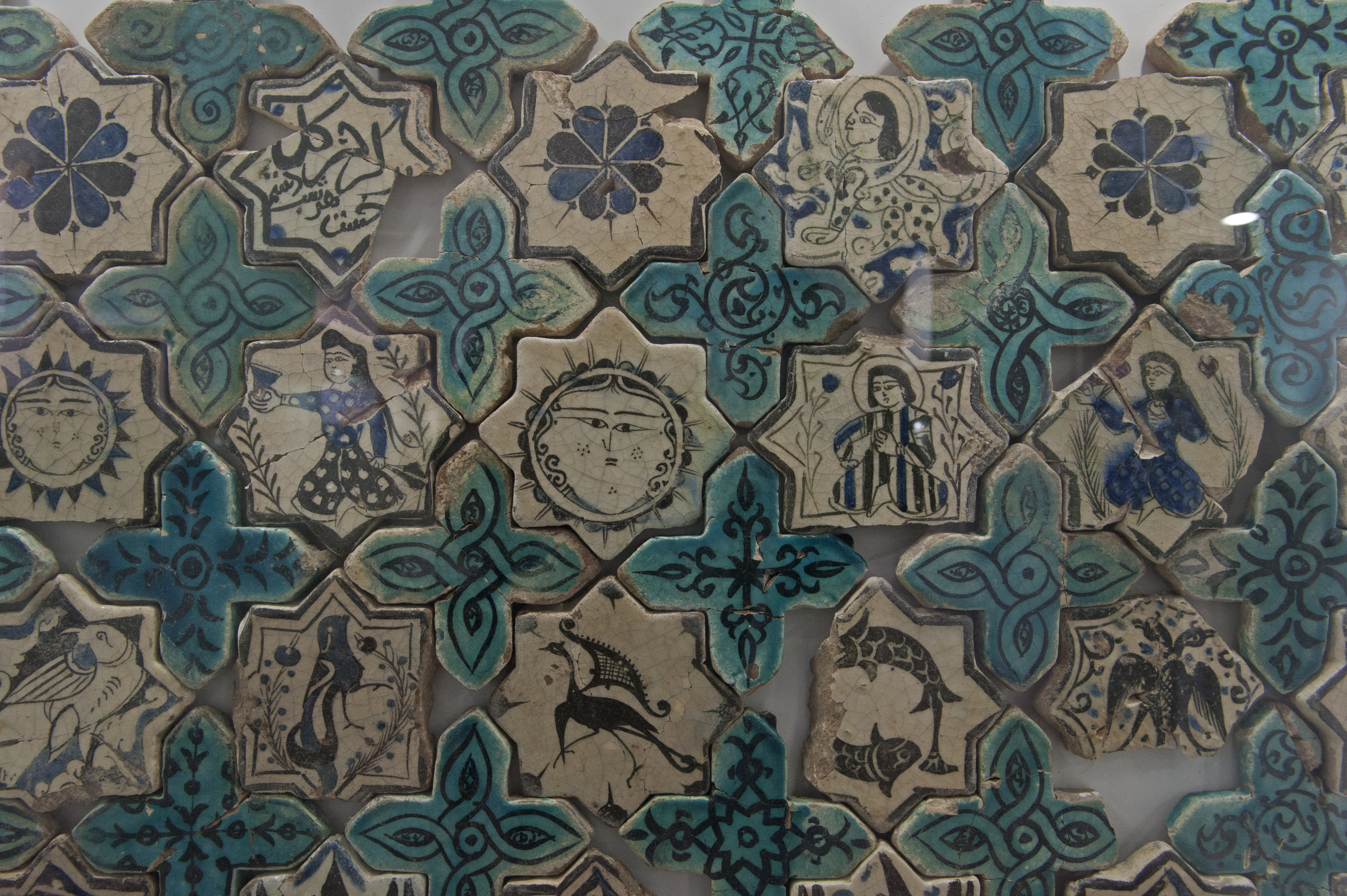
بلاط قصر قباد آباد

## روابط خارجية
- صور معظم المجموعة وبعض المباني